# 한경빈
한경빈(1998년 12월 11일 ~ )은 KBO 리그 한화 이글스에서 뛰고 있는 대한민국의 야구 선수다.

## 방송
- 최강야구 (2022)

## 출신 학교
- 인천서림초등학교
- 상인천중학교
- 동산고등학교
- 인천재능대학교

## 등번호
- 110 (2022)
- 94 (2023)
- 6 (2024-)

## 기타
- 청소년대표팀 예비 엔트리에는 들었으나 최종 엔트리에서 탈락하였다.
- 입단 당시 정근우가 롤모델이라고 인터뷰한 적이 있다.